# Vệ binh Cách mạng Hồi giáo Iran
Vệ binh Cách mạng Hồi giáo hay  Islamic Revolutionary Guard Corps (IRGC; tiếng Ba Tư: سپاه پاسداران انقلاب اسلامی Sepāh-e Pāsdārān-e Enqelāb-e Eslāmī hoặc gọi tắt là Sepâh), cũng được gọi là Vệ binh Cách mạng Iran, là một nhánh chính đa dịch vụ của Lực lượng vũ trang Iran.  Nó được Ruhollah Khomeini chính thức thành lập như một nhánh quân sự vào tháng 5 năm 1979 sau Cách mạng Iran. Trong khi Quân đội Iran bảo vệ chủ quyền của đất nước theo năng lực truyền thống, nhiệm vụ hiến định của IRGC là đảm bảo toàn vẹn của Cộng hòa Hồi giáo. Hầu hết các diễn giải về nhiệm vụ này đều khẳng định rằng nó giao phó cho IRGC nhiệm vụ ngăn chặn sự can thiệp của nước ngoài vào Iran, ngăn chặn các cuộc đảo chính của quân đội truyền thống và đập tan "các phong trào lệch lạc" gây tổn hại đến di sản tư tưởng của Cách mạng Hồi giáo. Hiện tại, IRGC bị Bahrain, Canada, Ả Rập Xê Út, Thụy Điển và Mỹ chỉ định là một tổ chức khủng bố.
Tính đến  năm 2024, có tổng cộng khoảng 125.000 quân nhân. Hải quân IRGC hiện là lực lượng chính của Iran thực hiện quyền kiểm soát hoạt động trên Vịnh Ba Tư. Basij của IRGC, một lực lượng dân quân tình nguyện bán quân sự, có khoảng 90.000 quân nhân đang hoạt động. Lực lượng này điều hành một nhánh truyền thông, được gọi là "Sepah News" trong Iran. Vào ngày 16 tháng 3 năm 2022, lực lượng này đã thông qua một nhánh độc lập mới có tên là "Bộ Tư lệnh Bảo vệ và An ninh các Trung tâm Hạt nhân (Command for the Protection and Security of Nuclear Centres) liên quan đến chương trình hạt nhân của Iran.
Có nguồn gốc là một lực lượng dân quân tư tưởng, IRGC đã đóng vai trò lớn hơn trong hầu hết mọi khía cạnh của chính trị, kinh tế (bao gồm cả ngành năng lượng và thực phẩm) và xã hội Iran. INăm 2010, BBC News mô tả tổ chức này là một "Đế chế". Năm 2019, Reuters mô tả tổ chức này là "một đế chế công nghiệp có ảnh hưởng chính trị". Vai trò xã hội, chính trị, quân sự và kinh tế mở rộng của IRGC dưới thời Mahmoud Ahmadinejad—đặc biệt là trong cuộc bầu cử tổng thống năm 2009 và việc đàn áp các cuộc biểu tình sau bầu cử—đã khiến nhiều nhà phân tích phương Tây lập luận rằng IRGC thậm chí còn vượt qua cả tầng lớp giáo sĩ cầm quyền của đất nước về mặt quyền lực chính trị.
Từ năm 2019, Hossein Salami đã đảm nhiệm chức vụ tổng tư lệnh đương nhiệm của IRGC.

## Thuật ngữ
Các tổ chức chính phủ ở Iran thường được biết đến với tên gọi một từ (thường biểu thị chức năng của họ) thay vì tên viết tắt hoặc phiên bản rút gọn, và dân chúng nói chung đều gọi IRGC là Sepâh (سپاه) (Sepoy; Sipahi). Sepâh có hàm ý lịch sử về những người lính, trong khi trong tiếng Ba Tư hiện đại, nó cũng được dùng để mô tả một đơn vị có quy mô quân đoàn – trong tiếng Ba Tư hiện đại, Artesh (ارتش) là thuật ngữ chuẩn hơn để chỉ một đội quân.
Pâsdârân (پاسداران) là dạng số nhiều của Pâsdâr (پاسدار), có nghĩa là "Người bảo vệ", và các thành viên của Sepah được gọi là Pāsdār, đây cũng là danh hiệu của họ và đứng sau quân hàm của họ.
Ngoài cái tên Quân đoàn Vệ binh Cách mạng Hồi giáo, Chính phủ Iran, phương tiện truyền thông và những người đồng nhất với tổ chức này thường sử dụng Sepāh-e Pâsdârân (Quân đội Vệ binh),  mặc dù không hiếm khi nghe thấy Pâsdârân-e Enghelâb (پاسداران انقلاب) (Vệ binh Cách mạng), hay đơn giản là Pâsdârân (پاسداران) (Vệ binh). Trong cộng đồng người dân Iran, và đặc biệt là những người Iran lưu vong, việc sử dụng từ Pasdaran biểu thị sự căm ghét hoặc ngưỡng mộ đối với tổ chức này.
Hầu hết các chính phủ nước ngoài và phương tiện truyền thông đại chúng nói tiếng Anh có xu hướng sử dụng thuật ngữ Iranian Revolutionary Guards - IRG (Vệ binh Cách mạng Iran (IRG)) hoặc đơn giản là Revolutionary Guards (Vệ binh Cách mạng).  Trong các phương tiện truyền thông Mỹ, lực lượng này thường được gọi thay thế cho nhau là Iranian Revolutionary Guard Corps hoặc Islamic Revolutionary Guard Corps (IRGC). Quy chuẩn của chính phủ Mỹ là Islamic Revolutionary Guard Corps, trong khi Liên hợp quốc sử dụng Iranian Revolutionary Guard Corps.

## Tổ chức
Vai trò chính của lực lượng này là đảm bảo an ninh quốc gia. Lực lượng này chịu trách nhiệm về an ninh nội địa và biên giới, thực thi pháp luật và cả lực lượng tên lửa của Iran.  Các hoạt động của IRGC hướng tới chiến tranh bất đối xứng và các nhiệm vụ ít truyền thống hơn. Bao gồm kiểm soát buôn lậu, kiểm soát eo biển Hormuz và các hoạt động kháng cự. IRGC có mục đích bổ sung cho vai trò truyền thống hơn của quân đội Iran chính quy, với hai lực lượng hoạt động riêng biệt và tập trung vào các vai trò hoạt động khác nhau.
IRGC là lực lượng vũ trang kết hợp với lực lượng bộ binh, hải quân, không quân, tình báo, và lực lượng đặc nhiệm của riêng mình. Lực lượng này cũng kiểm soát lực lượng dân quân Basij. Basij là lực lượng tình nguyện, với 90.000 quân nhân chính quy và 300.000 quân dự bị. IRGC được chính thức công nhận là một thành phần của Các lực lượng vũ trang Iran theo Điều 150 của Hiến pháp Iran. Lực lượng này tách biệt và song song với lực lượng còn lại của quân đội Iran, được gọi là Artesh (một từ tiếng Ba Tư khác để chỉ quân đội). Đặc biệt là ở vùng biển Vịnh Ba Tư, IRGC dự kiến sẽ nắm quyền kiểm soát mọi phản ứng của Iran đối với các cuộc tấn công vào các cơ sở hạt nhân của nước này.